# Luis Guevara Mora
Luis Ricardo Guevara Mora (San Salvador, 1961. szeptember 2. – ) salvadori válogatott labdarúgókapus, edző.

## Pályafutása

### Klubcsapatban
Pályafutását 1978-ban a Platense Municipal csapatában kezdte és az amerikai Buffalo Stallions együttesében folytatta. 1984-ben az Once Lobos, 1985-ben az Águila játékosa volt. 1986 és 1988 között az Atlético Martéban játszott. 1988-tól 1991-ig a guatemalai Xelajú kapuját védte, 1991 és 1993 között a szintén guatemalai Aurora kapusa volt. 1993-ban hazatért az Once Lobos együtteséhez. 1994 és 1996 között az Atlético Martét erősítette. 1996-tól 2000-ig az Alianzában védett. 2001 és 2002 között ismét az Atlético Martéban játszott. 2003-ban a San Salvador színeiben fejezte be a pályafutását. 

### A válogatottban
1980 és 1996 között 91 mérkőzésen szerepelt a salvadori válogatottban. Részt vett az 1982-es világbajnokságon, ahol a salvadoriak csapatkapitánya volt és az összes mérkőzésén kezdőként lépett pályára.

### Edzőként
2000-ben, 2010-ben és 2016-ban az Atlético Marte edzője volt.

## Sikerei
Aurora
- Guatemalai bajnok (1): 1992–93

Alianza FC
- Salvadori bajnok (2): 1996–97, 1998 Apertura
- UNCAF-klubcsapatok kupája (1): 1997

San Salvador
- Salvadori bajnok (1): 2003 Clausura